# Selenisa suero
Selenisa suero är en fjärilsart som beskrevs av Pieter Cramer 1777. Selenisa suero ingår i släktet Selenisa och familjen nattflyn. Inga underarter finns listade i Catalogue of Life.